# Return of Saturn
Return of Saturn este al patrulea album de studio lansat de grupul rock No Doubt, lansat de Interscope Records pe 11 aprilie 2000. Albumul menține influențele anterioare de ska punk și reggae, unele piese fiind însă balade. Multe din versurile cântecelor au fost scrise de Gwen Stefani, descriind dorința acesteia de a duce un mod normal de viață, în contrast cu dedicația pentru cariera muzicală.
Albumul a primit recenzii mixte de la criticii muzicali. A debutat pe locul doi în Billboard 200, dar vânzările sale au fost mai mici decât cele ale albumului precedent. Return of Saturn a fost promovat de patru single-uri, dintre care numai unul s-a clasat în Billboard Hot 100, cu toate că au avut mai mult succes în Australia și Marea Britanie.
A primit o nominalizare la premiile Grammy din 2001 la categoria „Cel mai bun album rock”.

## Track listing
| Nr. | Titlu                         | Autor(i)                             | Lungime |  |
| 1.  | „Ex-Girlfriend”               | Gwen Stefani, Tom Dumont, Tony Kanal | 3:32    |  |
| 2.  | „Simple Kind of Life”         | Stefani                              | 4:16    |  |
| 3.  | „Bathwater”                   | Stefani, Kanal, Dumont               | 4:02    |  |
| 4.  | „Six Feet Under”              | Stefani, Kanal                       | 2:28    |  |
| 5.  | „Magic's in the Makeup”       | Stefani, Dumont                      | 4:21    |  |
| 6.  | „Artificial Sweetener”        | Stefani, Dumont, Kanal               | 3:54    |  |
| 7.  | „Marry Me”                    | Stefani, Kanal                       | 4:38    |  |
| 8.  | „New”                         | Stefani, Dumont                      | 4:26    |  |
| 9.  | „Too Late”                    | Stefani, Dumont, Kanal               | 4:16    |  |
| 10. | „Comforting Lie”              | Stefani, Dumont, Kanal               | 2:52    |  |
| 11. | „Suspension Without Suspense” | Stefani                              | 4:10    |  |
| 12. | „Staring Problem”             | Stefani, Kanal, Eric Stefani         | 2:43    |  |
| 13. | „Home Now”                    | Stefani, Kanal, Dumont               | 4:34    |  |
| 14. | „Dark Blue”                   | Stefani, Dumont                      | 10:30   |  |

- "Too Late (Reprise)" is a hidden track after "Dark Blue". On international versions, this is after "Big Distraction", the bonus track.

| European and Australian bonus track |                   |                 |         |  |
| Nr.                                 | Titlu             | Autor(i)        | Lungime |  |
| 15.                                 | „Big Distraction” | Stefani, Dumont | 3:34    |  |

| Japanese bonus track |               |                        |         |  |
| Nr.                  | Titlu         | Autor(i)               | Lungime |  |
| 15.                  | „Full Circle” | Stefani, Kanal, Dumont | 3:16    |  |

## Certificări
| Regiune       | Certificare |
| ------------- | ----------- |
| Canada        | Platinum    |
| United States | Platinum    |